# 民主黨 (香港)
民主黨（英語：The Democratic Party），是香港民主派的政黨，意識形態派別為溫和民主派。於1994年由香港民主同盟及匯點成立，在1997年7月主權移交前的香港立法局及移交後的香港立法會曾經是取得最多議席的香港第一大政黨，但在2020年港區國安法生效後香港民主派政黨及工會先後被迫關閉，民主黨亦有多人因初選案及被指違反國安法被捕、入獄或被通緝，民主黨於2025年4月召開特別會員大會有九成黨員支持通過解散決議及展開清盤程序，預計解散、清盤及撤銷註冊的程序於翌年全部完成。

## 歷史
1994年10月2日，前身港同盟與匯點合併為民主黨。1995年，立法局選舉，民主黨取得19席，民主黨等泛民曾短暫主導立法局。
2008年10月9日，民主黨中常委羅致光回應明報查詢時承認民主黨中委會通過合併前綫決定，將於2008年12月實行。2008年10月12日，民主黨及前線兩黨假香港教育專業人員協會九龍會進行記者會。由民主黨主席何俊仁及前綫召集人劉慧卿並同宣佈進入合併程序，兩黨合併將會在11月完成，但解散前綫的方案被原前線會員否決。民主黨將邀請全體前綫成員加入，並可即時成為基本黨員。此舉將會是民主派自香港特別行政區成立後最大規模的整合活動。

民主黨創黨主席李柱銘、立法會議員鄭家富亦為此聲言考慮退黨，另一立法會議員涂謹申亦表示須慎重考慮是否跟隨黨的投票意向，區議員范國威及民主黨中委林子健亦同時表示反對黨大會的決定。而民建聯、工聯會、自由黨等建制派政黨表示支持民主黨提出的區議會方案。社民連認為若民主黨支持方案，便「不再屬於盟友關係」。鄭家富於6月23日立法會會議上宣佈退出民主黨。政改方案在建制派、獨立李國麟、民協和民主黨八票支持下獲得通過。黨內改革派在2010年10月2日組成新民主同盟，並且在同年12月19日宣佈退出民主黨。連同其他退黨的區議員，民主黨在區議會減至50席。

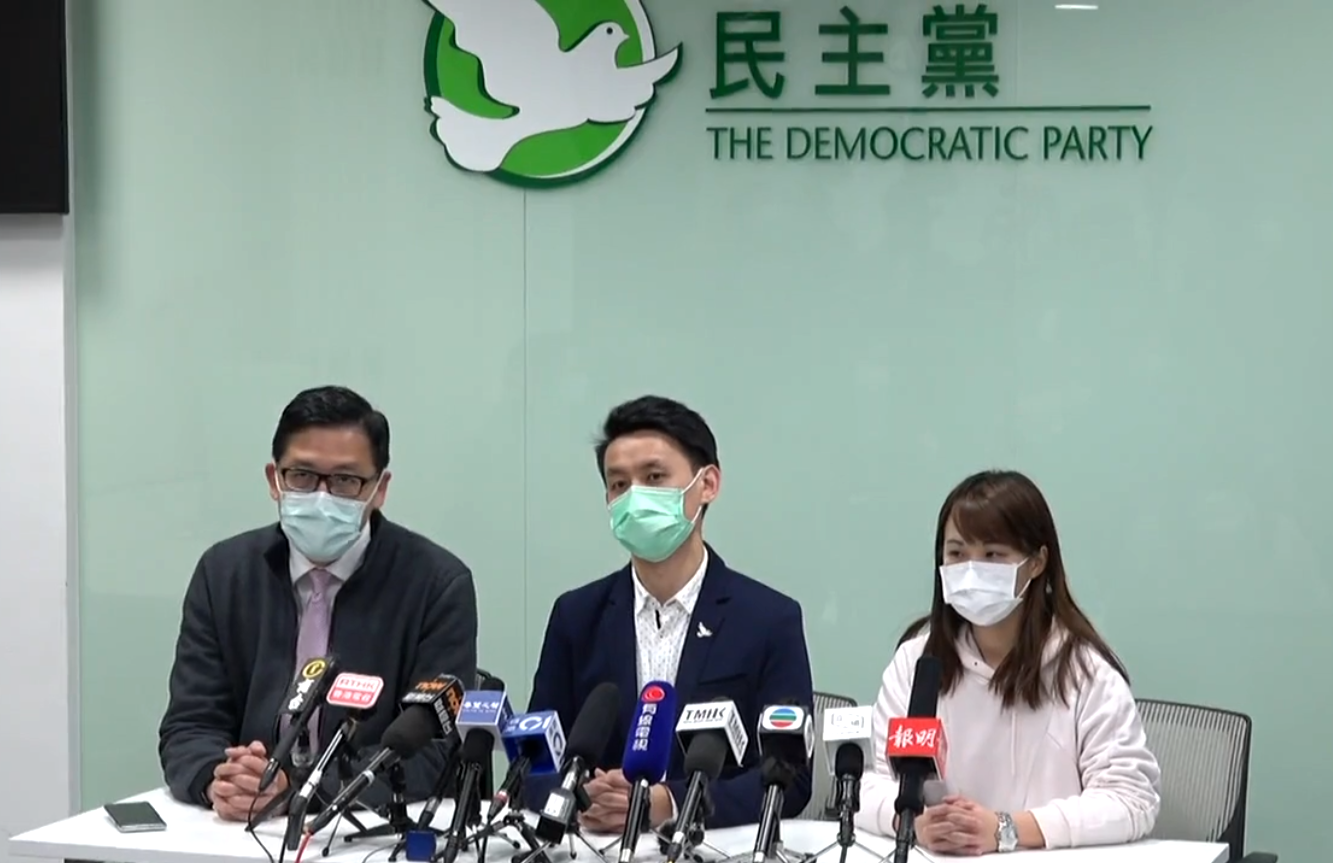
2020年12月6日，民主黨新任主席羅健熙（中），副主席林卓廷（左）、梁翊婷（右）見記者

2020年6月30日，第十三屆全國人大常委會通過《香港國安法》。2021年1月27日，中共中央總書記習近平聽取香港行政長官林鄭月娥述職時強調「愛國者治港」原則；同年3月，十三屆全國人大四次會議審議《全國人大完善香港選舉制度的決定》，改革香港選舉制度，落實習近平強調的「全面管治權」及「愛國者治港」管治模式。此外，部分民主黨成員捲入「香港47人案」被捕。自此，民主黨等香港泛民主派再沒有空間參政，也幾乎得不到營運資源。
2021年3月，民主黨宣佈停止參與民間人權陣線的工作。民主黨指一直有評估風險，但認為近日風險日高，經中委會商討後決定終止參與民陣工作。
2025年2月20日晚，民主黨召開中央委員會會議。會後民主黨主席羅健熙宣布，中委會決定解散民主黨。並決定成立一個小組處理解散及清盤安排。小組由羅健熙、副主席莫建成及秘書長梁永權組成，主要處理清盤財政及法律上的問題。強調今次成立小組是中委的集體決定，但中委並不能決定是否解散民主黨，最終決定權在會員手上。民主黨現時有400會員，過去的會員大會有約100名會員出席，但今次茲事體大，或許會有更多會員出席，屆時如有75%出席者贊成，民主黨便會解散。
2025年4月13日，特別會員大會決議授權中委會解散民主黨。

## 選舉

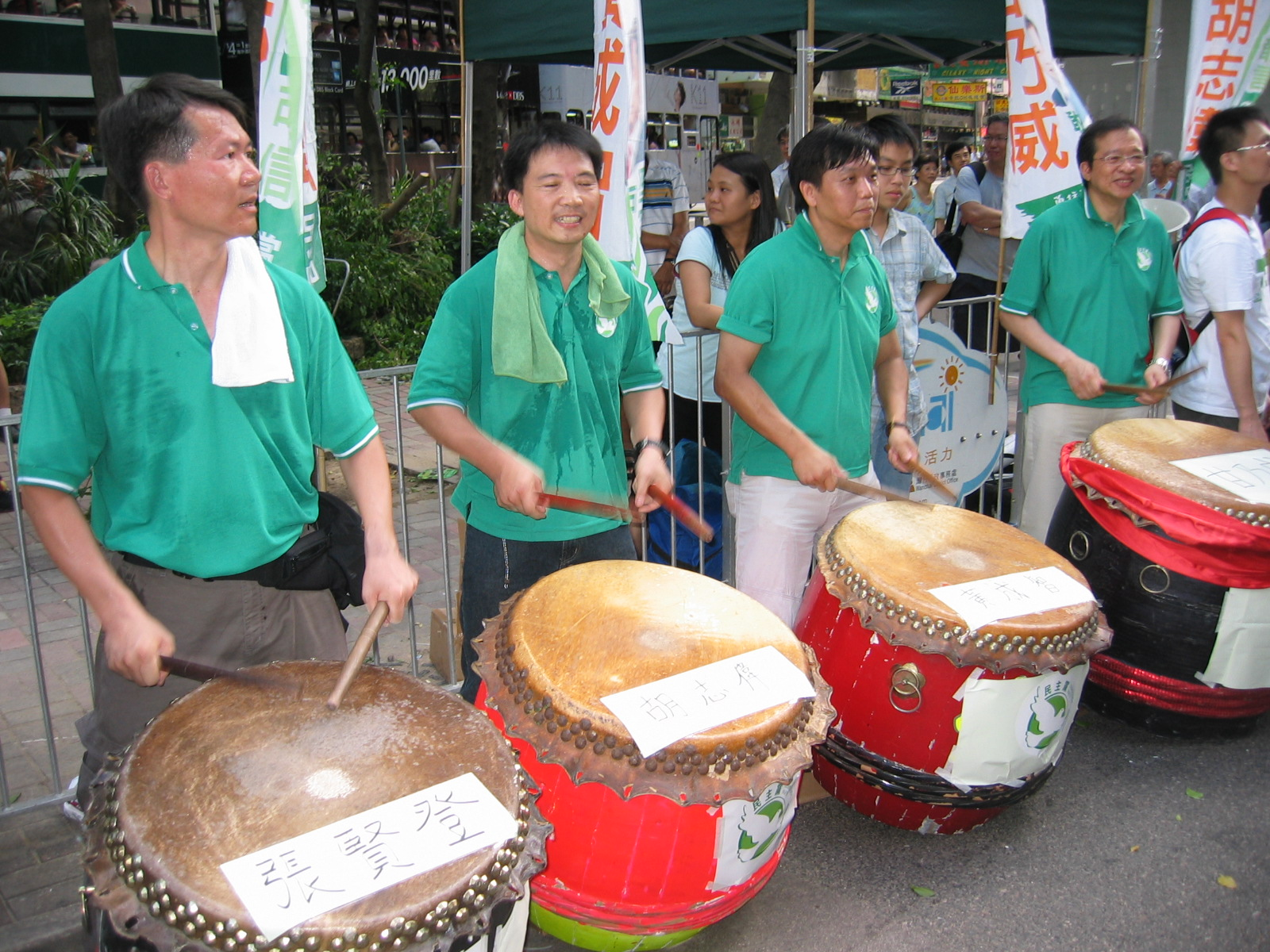
民主黨出席2008年7月1日遊行

### 1998年立法會選舉
在1998年第一屆立法會選舉，選舉制度由以往單議席單票制變成名單比例代表制，受制於選舉制度，民主黨在直選議席中得票率43%，取得了9個直選議席，連同功能界別共13席。雖維持立法會第一大黨地位，但僅佔總議席22%。

### 1999年區議會選舉
在1999年第一屆區議會選舉，民主黨派出183人參選，共86人當選，當選率僅49%，比1994年的56%當選率為低，其中立法會議員李華明挑戰民建聯時任議員失敗；但總議席增加，維持區議會第一大黨。

### 2000年立法會選舉
2000年舉行的第二屆次立法會選舉中，民主黨首次於新界東、西兩區分拆名單參選，結果共取得10個直選議席，地方直選每區各兩席，但由於投票率下跌，民主黨得票率大跌超過10%，核心成員李永達在新界西意外落敗，在九龍東得票更被民建聯超越。連同功能界別，維持13席。其後劉千石因雙重黨籍事件及陳偉業退黨，民主黨在立法會剩下11席。

### 2003年區議會選舉
在2003年七一大遊行之後，泛民主派的聲勢壯大，使民主黨的支持度微升，在區議會選舉中取得大勝，派出120人參選，共取得95席，當選率達80%，議席大幅拋離民建聯，其中在中西區、油尖旺、觀塘、葵青區皆取得明顯優勢，但受制於區議會委任制，民主派取得大部份區議會控制權。其中立法會議員黃成智在彩園選區連任失敗。

### 2004年立法會選舉
在2004年香港立法會選舉中，民主派乘著於2003年香港區議會選舉的聲勢，期望於立法會取得半數議席。民主黨與其他民主派人士積極協調，其中新界東更聯合其他民主派人士組成「鑽石名單」—七一連線。然而由於配票失衡，民主派在60個議席中只取得25席。民主黨雖然於直選中得票比第一、二大黨自由黨及民建聯多，但基於名單比例代表制及功能組別，民主黨在立法會的議席比上屆少了3席，降為第三大黨，其中在九龍東、西及新界東更只取得一席。在港島區方面，由於過份強調李柱銘選情告急，使同屬泛民主派的何秀蘭以八百多票的微少差距落敗，連帶將席位讓給對手陣營的民建聯成員蔡素玉。為承擔選舉的失誤，楊森宣佈不再競逐連任主席，原副主席李永達在黨主席選舉中勝出，亦為香港政黨第一次黨主席差額選舉。

### 2007年區議會選舉
民主黨總共派出108人參選，競選口號就是「堅定可信民主黨　敢言拼搏為街坊」。民主黨最終僅獲取59席（其後因譚月萍早逝而減少至57席），成功率只有55％，其中在上屆成功搶灘的選區均落敗，其中油尖旺、觀塘、元朗、沙田及北區成為重災區，但參選的立法會議員皆成功連任。為承擔選舉失利責任，黨主席何俊仁和黨選舉委員會主席李永達於選舉翌日向黨中委會請辭，中委會接納李永達辭去選委會主席一職，但挽留何俊仁留任主席。

### 2008年立法會選舉
在2008年香港立法會選舉中，民主黨得票率下跌3%，但由於配票成功，地區直選維持7席，連同教育界功能組別，合共8席。

### 2011年區議會選舉
在2011年香港區議會選舉中，民主黨受到建制派及人民力量的夾擊，其派出120多人參選，最終只有47席，勝出率僅35%。其中李永達、單仲階、黃成智等民主黨重量級人物落敗，在油尖旺、北區民主黨更只有1人當選。

### 2012年立法會選舉
在2012年香港立法會選舉中，民主黨成地方直選議席趺至4席，在新界西選區因公民黨為同一名單奪兩席搶奪選票更導致全軍覆沒，失去原有兩席，連同功能界別兩個超級區議會議席，民主黨總議席下跌至6席，得票率也較上屆下跌，在地區直選中失去泛民第一大黨地位，淪為第二大黨。黨主席何俊仁由公佈選舉結果當日宣佈民主黨在選舉中受重創，會即日向黨中委提出辭去主席一職，並即日獲接納，由副主席劉慧卿署任主席一職。

### 2015年區議會選舉
2015年香港區議會選舉，受雨傘運動及政改被否決影響，多名曾參與雨傘運動的社區人士（即「傘兵」）皆有意參選。民主黨派出95人參選，其中部分選區與「傘兵」撞區。最終43人當選，扣除5名上屆區議會任內退黨的人，增加1席。其中超級區議員何俊仁受熱血公民及建制派夾擊連任失敗，本有望「翻盤」的葵青區，因被建制派重點打選戰，議席由8席減至4席。不過收復上屆大敗的新界東，其中取回北區3個議席、沙田更有7人當選,並重新於深水埗區取得議席。民主黨維持區議會第二大黨地位。

### 2016年立法會選舉
2016年香港立法會選舉，民主黨確認八張名單出選立法會。民主黨重用2008年的「有事要搵民主黨」為競選口號，參選平均年齡為42.8歲，較過去一屆52.8歲的平均年齡降低了10歲，反映民主黨落實世代交替及黨內傳承，相信會是創黨以來的一大挑戰。胡志偉及黃碧雲將競選連任九龍東及九龍西。新界西會由尹兆堅排頭位，何俊仁及李永達排在其後，港島由許智峯出選，單仲偕排名單第二。林卓廷將出選新界東，主席劉慧卿將排名單第二位。民主黨並會派出涂謹申及鄺俊宇兩張名單，出戰超級區議會議席。至於南區區議員區諾軒就會出選批發及零售界。民主黨最終在5區各取一席，並取得2席超級區議會的議席，總議席為7席，重新成為泛民主派第一大黨。

### 2019年區議會選舉
2019年香港區議會選舉，受反送中運動影響，全港所有區議會選區皆有民主派代表參選。民主派選前被認為形勢佔優。民主黨派出99人參選。最終91人當選，當選率達92%。扣除10名上屆區議會任內退黨，加上3位新入黨，和一席補選中贏得的議席，大幅增加54席。所有爭取連任的區議員皆連任成功。立法會議員尹兆堅成功重奪其區議會議席，十八區中民主黨有十四區有議席進帳，更於中西區獨自取得近半議席，並重新於離島區內取得議席。民主黨重奪區議會第一大黨地位。

### 2021年立法會選舉
民主黨2021年9月就是否派人參選2021年香港立法會選舉，舉行特別會員大會，但並沒有決定，只授權中委會制訂一套提名機制。中委會9月底定出擬參選的提名程序，有意出選者需獲所屬地區支部20人提名，以及另外四個地區支部各五人，即合共40人提名，再經由會員大會決定。民主黨主席羅健熙指門檻比以往高，目的在於團結民主黨，否認以高門檻阻止黨員出選。民主黨就2021年香港立法會選舉的黨內甄選，提名期2021年10月11日傍晚六時截止，並沒有收到任何黨員提交報名表格。結果韓東方提名不足，無緣參選。

### 2023年區議會選舉
2023年10月30日，民主黨的六名成員參選新選舉制度下的區議會選舉，最終在提名期得不到足夠「三會」成員的提名，未能報名參與新一屆的區議會選舉，民主黨正式缺席2023年的區議會選舉。黨主席羅健熙表示「在議會外仍有不同渠道服務市民」，同時表示就是否解散問題需要和黨友商討。

### 立法會議員
| 席位     | 選區／界別     | 議員     | 1998-2000 | 2000-2004 | 2004-2008 | 2008-2012 | 2012-2016 | 2016-2021 | 備註                                          |
| -------- | -------------- | -------- | --------- | --------- | --------- | --------- | --------- | --------- | --------------------------------------------- |
| 地方選區 | 香港島         | 李柱銘   |           |           |           |           |           |           |                                               |
| 地方選區 | 香港島         | 楊森     |           |           |           |           |           |           |                                               |
| 地方選區 | 香港島         | 甘乃威   |           |           |           |           |           |           |                                               |
| 地方選區 | 香港島         | 單仲偕   |           |           |           |           |           |           |                                               |
| 地方選區 | 香港島         | 許智峯   |           |           |           |           |           | →         | 於2020年11月11日辭職，2020年12月3日流亡退黨。 |
| 地方選區 | 九龍西         | 劉千石   |           |           |           |           |           |           |                                               |
| 地方選區 | 九龍西         | 涂謹申   |           |           |           |           |           |           |                                               |
| 地方選區 | 九龍西         | 黃碧雲   |           |           |           |           |           | →         | 於2020年11月11日宣布辭職及12月1日生效。       |
| 地方選區 | 九龍東         | 司徒華   |           |           |           |           |           |           |                                               |
| 地方選區 | 九龍東         | 李華明   |           |           |           |           |           |           |                                               |
| 地方選區 | 九龍東         | 胡志偉   |           |           |           |           |           | →         | 於2020年11月11日宣布辭職及12月1日生效。       |
| 地方選區 | 新界西         | 李永達   |           |           |           |           |           |           |                                               |
| 地方選區 | 新界西         | 何俊仁   |           |           |           |           |           |           |                                               |
| 地方選區 | 新界西         | 陳偉業   |           | [ 26 ]    |           |           |           |           |                                               |
| 地方選區 | 新界西         | 尹兆堅   |           |           |           |           |           | →         | 於2020年11月11日宣布辭職及12月1日生效。       |
| 地方選區 | 新界東         | 鄭家富   |           |           |           |           |           |           | [ 27 ]                                        |
| 地方選區 | 新界東         | 黃成智   |           |           |           |           |           |           |                                               |
| 地方選區 | 新界東         | 劉慧卿   |           |           |           |           |           |           | [ 28 ]                                        |
| 地方選區 | 新界東         | 林卓廷   |           |           |           |           |           | →         | 於2020年11月11日宣布辭職及12月1日生效。       |
| 功能界別 | 教育界         | 張文光   |           |           |           |           |           |           |                                               |
| 功能界別 | 衛生服務界     | 何敏嘉   |           |           |           |           |           |           |                                               |
| 功能界別 | 社會福利界     | 羅致光   |           |           |           |           |           |           |                                               |
| 功能界別 | 資訊科技界     | 單仲偕   |           |           |           |           |           |           |                                               |
| 功能界別 | 區議會（第二） | 何俊仁   |           |           |           |           |           |           |                                               |
| 功能界別 | 區議會（第二） | 涂謹申   |           |           |           |           |           | →         | 於2020年11月11日宣布辭職及12月1日生效。       |
| 功能界別 | 區議會（第二） | 鄺俊宇   |           |           |           |           |           | →         | 於2020年11月11日宣布辭職及12月1日生效。       |
| 所得議席 | 所得議席       | 所得議席 | 13        | 12 → 11   | 9         | 8 → 9 → 8 | 6         | 7 → 6 → 0 |                                               |

## 選舉得票

### 行政長官選舉
| 選舉 | 候選人                    | 得票 | 得票比例 | 總得票     | 當選與否 |
| ---- | ------------------------- | ---- | -------- | ---------- | -------- |
| 2012 | 何俊仁 （獲泛民主派推薦） | 76   | 6.30%    | 76 / 1,193 | 未能當選 |

### 立法會選舉
| 選舉 | 民選得票  | 民選得票比例 | 地方選區議席 | 功能界別議席 | 總議席  | 增減 |
| ---- | --------- | ------------ | ------------ | ------------ | ------- | ---- |
| 1998 | 634,635   | 42.87%       | 9            | 4            | 13 / 60 | 13 ━ |
| 2000 | 417,873 ▼ | 31.66% ▼     | 9            | 3            | 12 / 60 | 1 ▼  |
| 2004 | 445,988 ▲ | 25.19% ▼     | 7            | 2            | 9 / 60  | 3 ▼  |
| 2008 | 312,692 ▼ | 20.63% ▼     | 7            | 1            | 8 / 60  | 1 ▼  |
| 2012 | 247,220 ▼ | 13.65% ▼     | 4            | 2            | 6 / 70  | 2 ▼  |
| 2016 | 199,876 ▼ | 9.22% ▼      | 5            | 2            | 7 / 70  | 1 ▲  |

### 區議會選舉
| 選舉 | 民選得票  | 民選得票比例 | 民選議席 | 委任議席 | 當然議席 | 總議席   | 增減 |
| ---- | --------- | ------------ | -------- | -------- | -------- | -------- | ---- |
| 1994 | 157,929   | 23.01%       | 75       | 不適用   | 0        | 75 / 373 | 75 ▲ |
| 1999 | 201,461 ▲ | 24.85% ▲     | 86       | 0        | 0        | 86 / 519 | 11 ▲ |
| 2003 | 223,675 ▲ | 21.27% ▼     | 95       | 0        | 0        | 95 / 529 | 9 ▲  |
| 2007 | 175,054 ▼ | 15.38% ▼     | 59       | 0        | 0        | 59 / 534 | 36 ▼ |
| 2011 | 205,716 ▲ | 17.42% ▲     | 47       | 0        | 0        | 47 / 507 | 12 ▼ |
| 2015 | 196,068 ▼ | 13.56% ▼     | 43       | 不適用   | 0        | 43 / 458 | 4 ▼  |
| 2019 | 358,708 ▲ | 12.20% ▼     | 91       | 不適用   | 0        | 91 / 479 | 48 ▲ |

### 已停止舉辦的選舉

#### 立法局選舉
| 選舉 | 民選得票 | 民選得票比例 | 地方選區議席 | 功能界別議席 | 總議席  | 增減 |
| ---- | -------- | ------------ | ------------ | ------------ | ------- | ---- |
| 1995 | 385,248  | 41.87%       | 12           | 7            | 19 / 60 | 19 ━ |

#### 市政局選舉
| 選舉 | 民選得票 | 民選得票比例 | 市政局議席 | 區域市政局議席 | 總議席  | 增減 |
| ---- | -------- | ------------ | ---------- | -------------- | ------- | ---- |
| 1995 | 205,823  | 36.91%       | 12         | 11             | 23 / 59 | 23 ▲ |

## 歷屆領導層
| 屆 | 年度        | 主席                    | 副主席                 | 副主席          | 秘書長          | 司庫          |
| -- | ----------- | ----------------------- | ---------------------- | --------------- | --------------- | ------------- |
| 1  | 1994 - 1996 | 李柱銘                  | 楊 森                  | 張炳良          | 羅致光          | 馮煒光        |
| 2  | 1996 - 1998 | 李柱銘                  | 楊 森                  | 張炳良          | 羅致光          | 馮煒光        |
| 3  | 1998 - 2000 | 李柱銘                  | 楊 森                  | 劉千石 → 何俊仁 | 張賢登          | 黃炳權        |
| 4  | 2000 - 2002 | 李柱銘                  | 李永達                 | 羅致光          | 張賢登          | 徐漢光        |
| 5  | 2002 - 2004 | 楊森                    | 李永達                 | 何俊仁          | 張賢登          | 徐漢光        |
| 6  | 2004 - 2006 | 李永達                  | 何俊仁                 | 陳竟明          | 張賢登          | 徐漢光        |
| 7  | 2006 - 2008 | 何俊仁                  | 單仲偕                 | 狄志遠          | 夏詠援          | 張賢登        |
| 8  | 2008 - 2010 | 何俊仁                  | 單仲偕                 | 劉慧卿          | 張賢登          | 徐漢光        |
| 9  | 2010 - 2012 | 何俊仁 → 劉慧卿（署任） | 單仲偕                 | 劉慧卿          | 張賢登          | 徐漢光        |
| 10 | 2012 - 2014 | 劉慧卿                  | 羅健熙                 | 蔡耀昌          | 張賢登          | 吳永輝        |
| 11 | 2014 - 2016 | 劉慧卿                  | 羅健熙                 | 尹兆堅          | 張賢登 → 李永成 | 袁海文        |
| 12 | 2016 - 2018 | 胡志偉                  | 羅健熙                 | 李永成          | 張賢登          | 袁海文        |
| 13 | 2018 - 2020 | 胡志偉                  | 羅健熙                 | 尹兆堅          | 張賢登          | 單仲偕 → 空缺 |
| 14 | 2020 - 2022 | 羅健熙                  | 林卓廷 → 李永達 → 空缺 | 梁翊婷 → 空缺   | 沈運華          | 單仲偕 → 空缺 |
| 15 | 2022 - 2024 | 羅健熙                  | 莫建成                 | 伍凱欣          | 梁永權          | 冼卓嵐        |
| 16 | 2024 -2025  | 羅健熙                  | 莫建成                 | 莫建成          | 梁永權          | 空缺          |

## 當前中央委員會暨紀律委員會名單

### 第十六屆中央委員會暨紀律委員會名單
| 職位   | 姓名   | 中央委員會委員 | 紀律委員會委員 |
| ------ | ------ | -------------- | -------------- |
| 主席   | 羅健熙 |                |                |
| 副主席 | 莫建成 |                |                |
| 秘書長 | 梁永權 |                |                |
| 司庫   | 空缺   |                |                |
| 委員   | 何杏梅 |                |                |
| 委員   | 莊榮輝 |                |                |
| 委員   | 吳永輝 |                |                |
| 委員   | 李洪波 |                |                |
| 委員   | 曾自鳴 |                |                |
| 委員   | 朱子洛 |                |                |
| 委員   | 韓俊賢 |                |                |
| 委員   | 黃永傑 |                |                |
| 委員   | 劉慧卿 |                |                |
| 委員   | 周曉嵐 |                |                |
| 委員   | 鄧惠强 |                |                |
| 委員   | 余啟璋 |                |                |

## 歷屆中央委員會名單

### 第十五屆中央委員會名單
| 職位   | 姓名   | 立法會議員 | 中央常務委員 |
| ------ | ------ | ---------- | ------------ |
| 主席   | 羅健熙 |            |              |
| 副主席 | 莫建成 |            |              |
| 副主席 | 伍凱欣 |            |              |
| 秘書長 | 空缺   |            |              |
| 委員   | 莊榮輝 |            |              |
| 委員   | 梁永權 |            |              |
| 委員   | 吳永輝 |            |              |
| 委員   | 陳堡明 |            |              |
| 委員   | 朱子洛 |            |              |
| 委員   | 冼卓嵐 |            |              |
| 委員   | 曾自鳴 |            |              |

### 第十四屆中央委員會名單
| 職位   | 姓名   | 立法會議員 | 中央常務委員 |
| ------ | ------ | ---------- | ------------ |
| 主席   | 羅健熙 |            |              |
| 副主席 | 空缺   |            |              |
| 秘書長 | 沈運華 |            | (已出缺)     |
| 委員   | 陳堡明 |            |              |
| 委員   | 周錦紹 |            |              |
| 委員   | 鄭景陽 |            |              |
| 委員   | 莊榮輝 |            |              |
| 委員   | 鄒穎恒 |            |              |
| 委員   | 韓俊賢 |            |              |
| 委員   | 黎廣偉 |            |              |
| 委員   | 梁永權 |            |              |
| 委員   | 莫建成 |            |              |
| 委員   | 伍凱欣 |            |              |
| 委員   | 吳永輝 |            |              |
| 委員   | 曾自鳴 |            |              |
| 委員   | 冼卓嵐 |            |              |

### 第十三屆中央委員會名單
| 職位   | 姓名   | 立法會議員 | 中央常務委員 |
| ------ | ------ | ---------- | ------------ |
| 主席   | 胡志偉 |            |              |
| 副主席 | 羅健熙 |            |              |
| 副主席 | 尹兆堅 |            |              |
| 秘書長 | 張賢登 |            |              |
| 司庫   | 單仲偕 |            |              |
| 委員   |        |            |              |
| 陳英傑 |        |            |              |
| 莊榮輝 |        |            |              |
| 周錦紹 |        |            |              |
| 朱子洛 |        |            |              |
| 馮文韜 |        |            |              |
| 林卓廷 |        |            |              |
| 李永達 |        |            |              |
| 梁永權 |        |            |              |
| 莫建成 |        |            |              |
| 伍凱欣 |        |            |              |
| 吳永輝 |        |            |              |
| 沈運華 |        |            |              |
| 冼卓嵐 |        |            |              |
| 曾自鳴 |        |            |              |
| 徐漢光 |        |            |              |
| 黃正峰 |        |            |              |
| 黃碧雲 |        |            |              |
| 胡志健 |        |            |              |
| 嚴家榮 |        |            |              |
| 袁海文 |        |            |              |
| 陳樹英 |        |            |              |

## 前成員

### 轉投其他泛民政黨或以獨立民主派人士繼續活動
- 陳偉業：現為人民力量成員，社會民主連線前成員，荃灣區議會前區議員，前立法會議員。
- 陶君行、曾健成：現為社會民主連線成員。
- 黎志強、容溟舟、王德全：曾為公民黨成員。
- 陳琬琛：前公民黨成員，曾為荃灣區議會議員及主席。
- 范國威：新民主同盟前召集人，前立法會及區議會議員。
- 任啟邦、梁里、何淑萍、陳竟明、關永業、林少忠、陳惠達、劉其烽、黃良喜：曾為新民主同盟成員。
- 區諾軒：南區區議會利東一前區議員，前立法會議員。於2017年退黨，退出後仍與民主黨保持密切關係。
- 區鎮樺、區鎮濠、文念志：現為區政聯盟成員。
- 鄭家富：現任將軍澳民生關注組顧問，前立法會議員。
- 何致宏：曾為維多利亞社區協會成員，前中西區區議員。
- 郭平：前離島區議員，於2017年6月退黨。
- 任萬全：前大埔區議員，於2019年香港區議會選舉中連任失敗，成為該屆唯一一名落敗的時任民主派區議員。
- 葉建源：前任香港教育專業人員協會副會長，前立法會議員。
- 屯門區議會前恆福區議員朱順雅，然而在正式上任之前朱順雅和林頌鎧卻退黨，被指與新一屆屯門區議會主席選舉有關[35]。
- 許智峯：曾任香港中西區區議會中環選區議員及香港香港島選區立法會議員。2020年11月30日，許智峯應丹麥國會議員邀請離港赴當地交流。12月2日，媒體引述消息指，民主黨前立法會議員許智峯的父母、妻子及兩名子女已乘飛機離港往丹麥。翌日，許智峯在社交網站發表聲明，正式宣布要暫別香港就此流亡，並退出民主黨，尚未決定會在哪個國家停留。[36]他在12月5日轉抵英國倫敦[37]。
- 陳諾恆、許銳宇、吳錦雄、丘文俊、李永成、丁仕元、衞慶祥、麥潤培、李志宏、黃浩鋒、徐嘉輝、宋寶欣：曾為沙田區政成員
- 張國昌：前任東區區議會南豐選區區議員，因家庭理由退黨。[38]
- 梁翊婷、蘇逸恆：於2022年2月16日被革除黨籍。
- 楊浩然：前中西區區議會寶翠選區區議員，於2022年2月5日退黨。
- 周卓奇：前東區區議會上耀東選區區議員，於2021年退黨。
- 黃國桐：前九龍城區議會太子選區區議員，於2021年退黨。
- 黎寶桂：前觀塘區議會坪石選區區議員，於2021年退黨。
- 陳樹英：前屯門區議會主席及兆康選區區議員。2021年離開香港往英國，並於2022年退黨。
- 李永達：前民主黨主席及副主席，前市政局、立法局、立法會議員及葵青區議會主席。2021年8月6日離開香港往英國，並於2022年退黨。
- 林子琼：前北區區議會議員，於2022年退黨。

### 轉投建制派、中間派或加入政府
- 羅致光：香港前勞工及福利局局長，前任扶貧委員會成員，前任香港行政會議官守議員，前立法會議員。
- 張炳良：香港前運輸及房屋局局長，前香港行政會議官守議員及非官守議員，前立法局議員。
- 馮煒光：前南區區議會海怡西區議員，前政府新聞統籌專員。
- 劉千石：前立法會議員，曾為香港職工會聯盟主席，現已轉投建制派。
- 陳財喜：新世紀論壇成員。2019年香港區議會選舉中連任失敗，結束其區議員生涯。
- 黃耀聰、譚惠珍、盧慧蘭、劉偉倫、羅舜泉：香港經濟民生聯盟成員，均曾任區議員。
- 周奕希：曾任區域市政局副主席和葵青區議會主席及副主席。2019年香港區議會選舉中連任失敗，結束其區議員生涯。
- 林頌鎧：前屯門區議員。
- 狄志遠：現任新思維主席，立法會議員。
- 黃成智：曾為新思維成員，前立法會議員。

## 外部連結
- 官方网站
- 民主黨的Facebook專頁